# 国鉄ワフ22000形貨車
国鉄ワフ22000形貨車（こくてつワフ22000がたかしゃ）は、かつて日本国有鉄道（国鉄）および、その前身である運輸省に在籍した有蓋緩急貨車である。

## 概要
本形式は、1947年（昭和22年）から1948年（昭和23年）にかけて、日本車輌製造本店・支店、近畿車輛、帝國車輛工業、汽車製造東京支店、新木南車輛で975両（ワフ22000 - ワフ22974）が製造された、2t 積二軸有蓋緩急車である。大正期に製造されたワフ600形、ワフ3300形等の老朽木製緩急車の置き換えのために製造されたものである。
戦時の輸送力増強の要請から貨物室重視の設計であった戦時設計の木製車である前級ワフ28000形に対し、本形式は戦前の車掌室重視の鋼製車ワフ21000形に準じた設計となった。ただし、同形式の車軸が長軸であったのに対し、本形式では12t 短軸とされており、車体も溶接構造とされているのが相違点である。
貨物室には幅1,200mmの鋼製片引戸が1か所（片側）に設けられている。貨物室の寸法は、長さ2,430mm、幅2,190mm、高さ2,200mm、床面積5.3m2、容積11.7m3である。全長は7,830mm、全幅は2,640mm、全高は3,685mm、軸距は4,200mm、自重は8.9tで、車軸位置は貨物室側にオフセットしてあり、車掌室側のオーバーハングは1,615mm、貨物室側のオーバーハングは1,215mm（いずれも端梁までの長さ）である。当初は、車掌室内に電灯およびストーブは設置されていなかったが、1963年（昭和38年）に車軸発電機および蓄電池箱、ストーブが設置された。当形式もワフ21000形と同じく、後部標識灯が、以降の製造された緩急車と異なり、埋め込み設置等がなされておらず、初期の運用に於いては、可搬式の蓄電池使用の標識灯を、乗務で必要に応じて持ち込み、ランプ掛けへ引っ掛けて使用されていた。ワフ21000形と同様に後年、ケーブルとスイッチが設置され、可搬式ではあるが、車体に取り付けた侭とされて、一々乗務の度に可搬式標識を、持ち込まなくて良いようになった。当形式もランプ掛けが、縦のポールの位置に付いている為に、他車に比べ、デッキの側の標識の位置が、中央に寄っているのが特徴となっている。
走り装置の軸ばね吊り受けは（一段）リンク式で、最高運転速度は65km/hであったが、1968年（昭和43年）10月1日国鉄ダイヤ改正で実施された貨物列車の速度向上に向け、本形式の大半が走り装置を二段リンク化して、最高運転速度75km/h対応とされた。未改造車は速度制限車として補助記号「ロ」と黄色（黄1号）の帯を標記してワフ122000形に改称された。1968年（昭和43年）度末時点の在籍両数は、ワフ22000形が917両、ワフ122000形が46両であったが、老朽化によりヨ8000形等に置き換えられ、ワフ122000形が1976年（昭和51年）までに、ワフ22000形が1981年（昭和56年）までに全車廃車となった。

## 譲渡

### 同和鉱業
1976年2月24日認可で、5両（ワフ22000, ワフ22006, ワフ22012, ワフ22143, ワフ22925）が同和鉱業片上鉄道事業所に譲渡され、ワフ100形（ワフ101 - ワフ105）となった。これらは入線の際に荷役扉を埋め込んで、貨物室側にも出入台を増設する改造を受けている。1984年（昭和59年）2月1日に緩急車の連結が廃止されたため、ワフ101は同年3月31日、ワフ104は1985年（昭和60年）、ワフ105は1988年（昭和63年）3月31日付けで廃車となり、残るワフ102, 103については、1991年（平成3年）7月1日の廃線まで在籍した。

### 島原鉄道
島原鉄道へは2両が譲渡されて、ワフ22形（ワフ22, ワフ23）となった。これらは貨物列車や郵便荷物輸送に使用された。貨物廃止後は、南島原駅構内で救援用として留置されていたが、1994年（平成6年）1月13日付けで廃車、解体された。

## 保存
岡山県久米郡美咲町にある柵原ふれあい鉱山公園（旧吉ヶ原駅）に、ワフ102（旧ワフ22006）が保存されている。